# Dehlingen (Alpenrod)

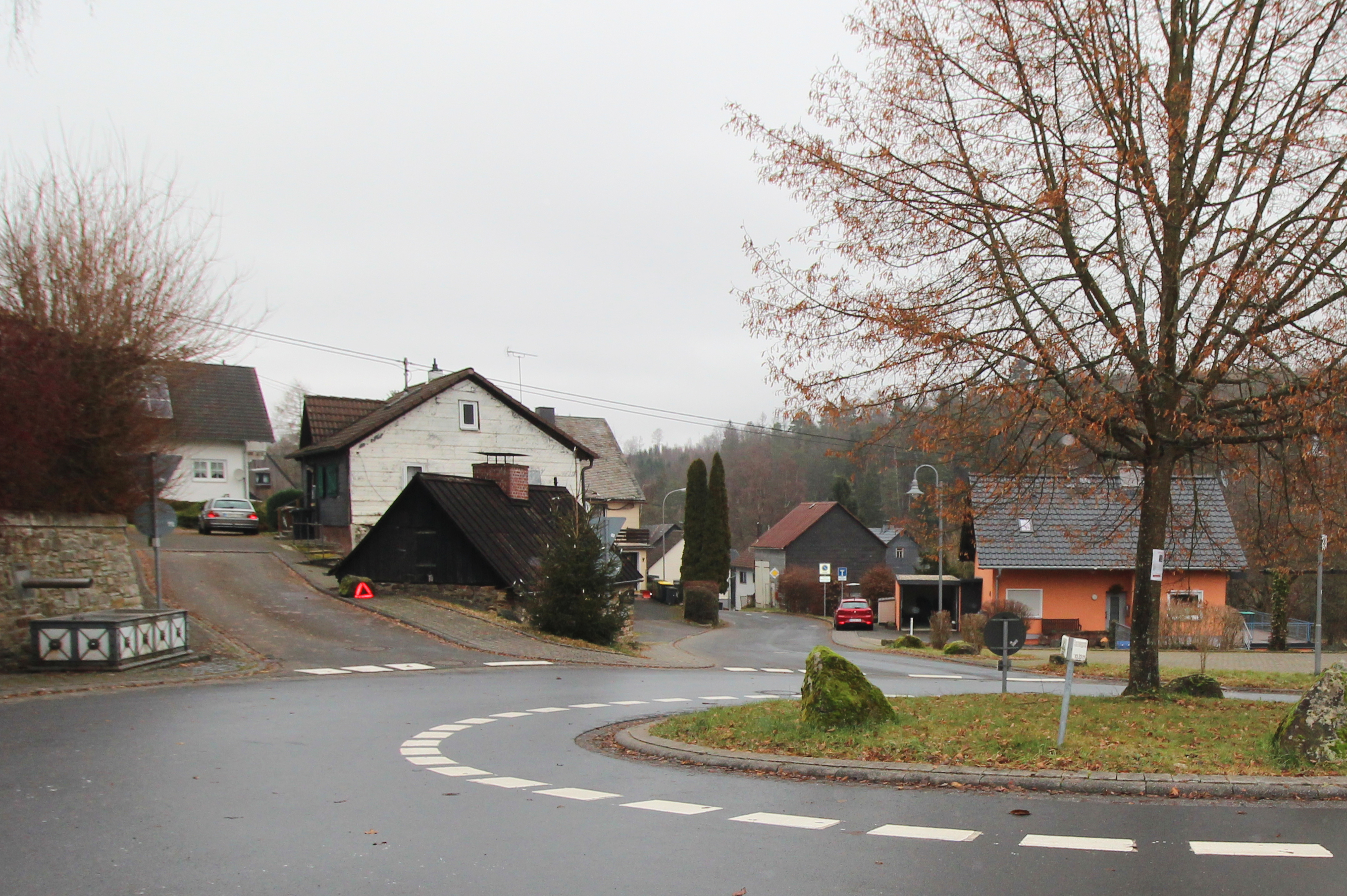
Ansicht von Dehlingen

Dehlingen ist ein Ortsteil der rheinland-pfälzischen Gemeinde Alpenrod im Westerwaldkreis. Sie gehört mit Alpenrod zur Verbandsgemeinde Hachenburg.

## Geographische Lage
Dehlingen liegt etwa 1,5 km nördlich des Hauptortes Alpenrod und etwa 4 km südöstlich von Hachenburg bei etwa 375 m. Etwa 100 m östlich des Ortes fließt der Hirzbach, ein linker Zufluss der Nister, die etwa 1 km weiter östlich fließt. Einzige Zufahrtsstraße nach Dehlingen ist die K 62, die in Alpenrod von der L 288 abzweigt und in Dehlingen endet.

## Geschichte
Gegründet wurde der Ort, urkundlich erfasst, durch den Siedler Dillinger im Jahr 1618. Die Siedlung Dellingen wurde 1619 ebenfalls erwähnt. 1792 ist eine lutherische Dingschule mit 7 bis 10 Schülern erwähnt, die bis 1817 bestand, als die Schulen der Gemeinde (Dehlingen und Hirtscheid) nach der nassauischen Schulordnung in Alpenrod zusammengeführt wurden. 1885 wurden in der Alpenroder Schule 32 Schüler aus Dehlingen gezählt, die im Winter von einem Wanderlehrer in Dehlingen einklassig unterrichtet wurden. Bei der Volkszählung am 30. April 1723 hatte Dehlingen 30 Einwohner, 1994 waren es 164 Einwohner. In den 2000er Jahren hat ein Zuzug vor allem aus Nordrhein-Westfalen stattgefunden, hier entstanden vermehrt Wochenendhäuser im Uferbereich des Hirzbach.

## Bergbau in Dehlingen
Etwa 500 m nordöstlich der Hirzbachbrücke von Dehlingen gab es die Grube Urwald, deren Mutung am 5. Mai 1866 stattfand. Aktiv war die Grube vom 6. September 1866 bis zum 23. Januar 1937. Die Stollen hatten eine Stollenhöhe von 1,10 m und eine Teufe von 300 m. Abgebaut wurde Kupfer, Eisen und Blei.

## Kulturdenkmäler
In Dehlingen gibt es zwei Kulturdenkmäler.
- Backhaus
- Brunnen, mit gusseisernem Becken eines Laufbrunnens, bezeichnet 1881.[5] 2004 wurde der Brunnen restauriert.

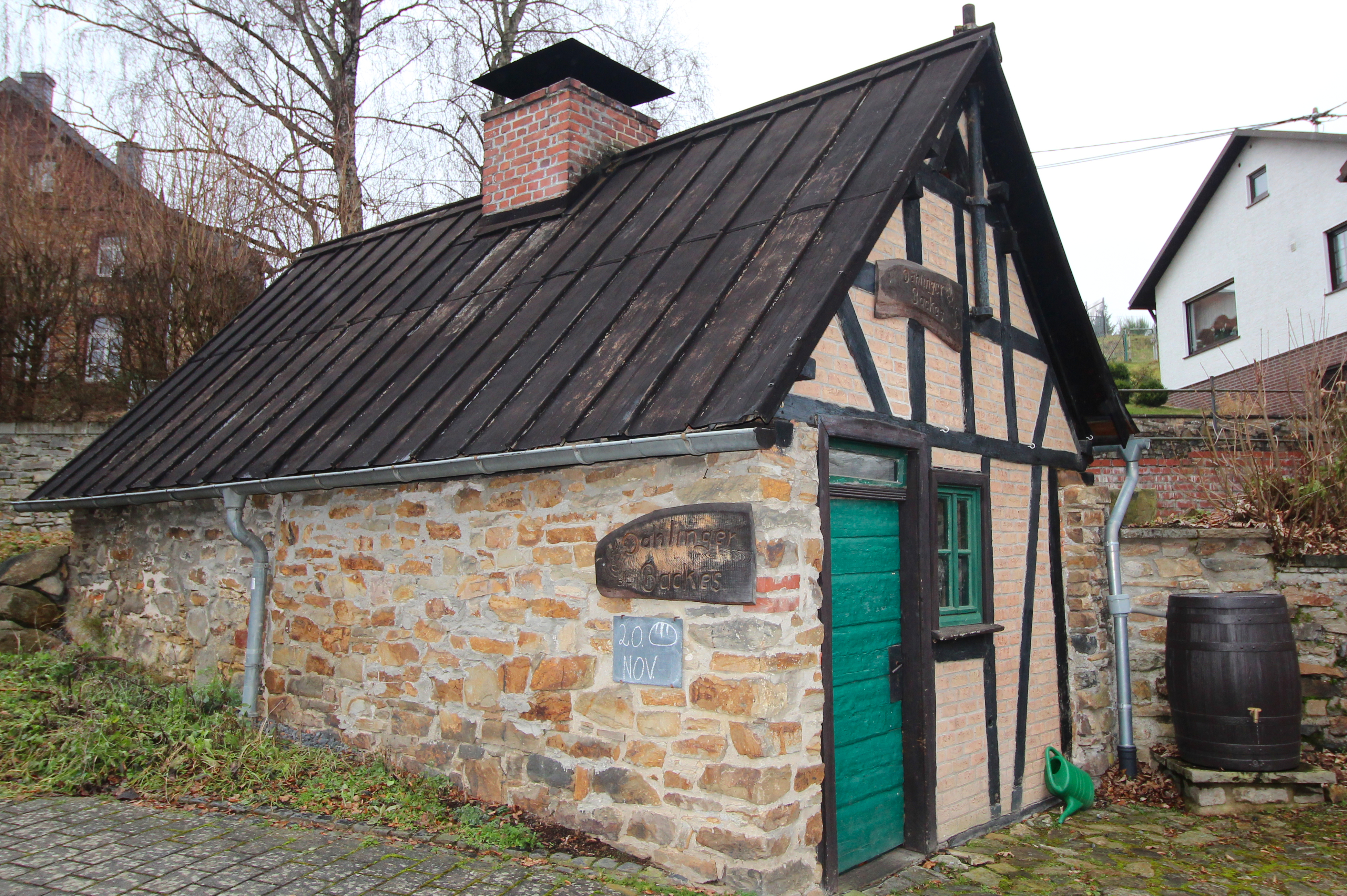
Backhaus (Backes) in Dehlingen
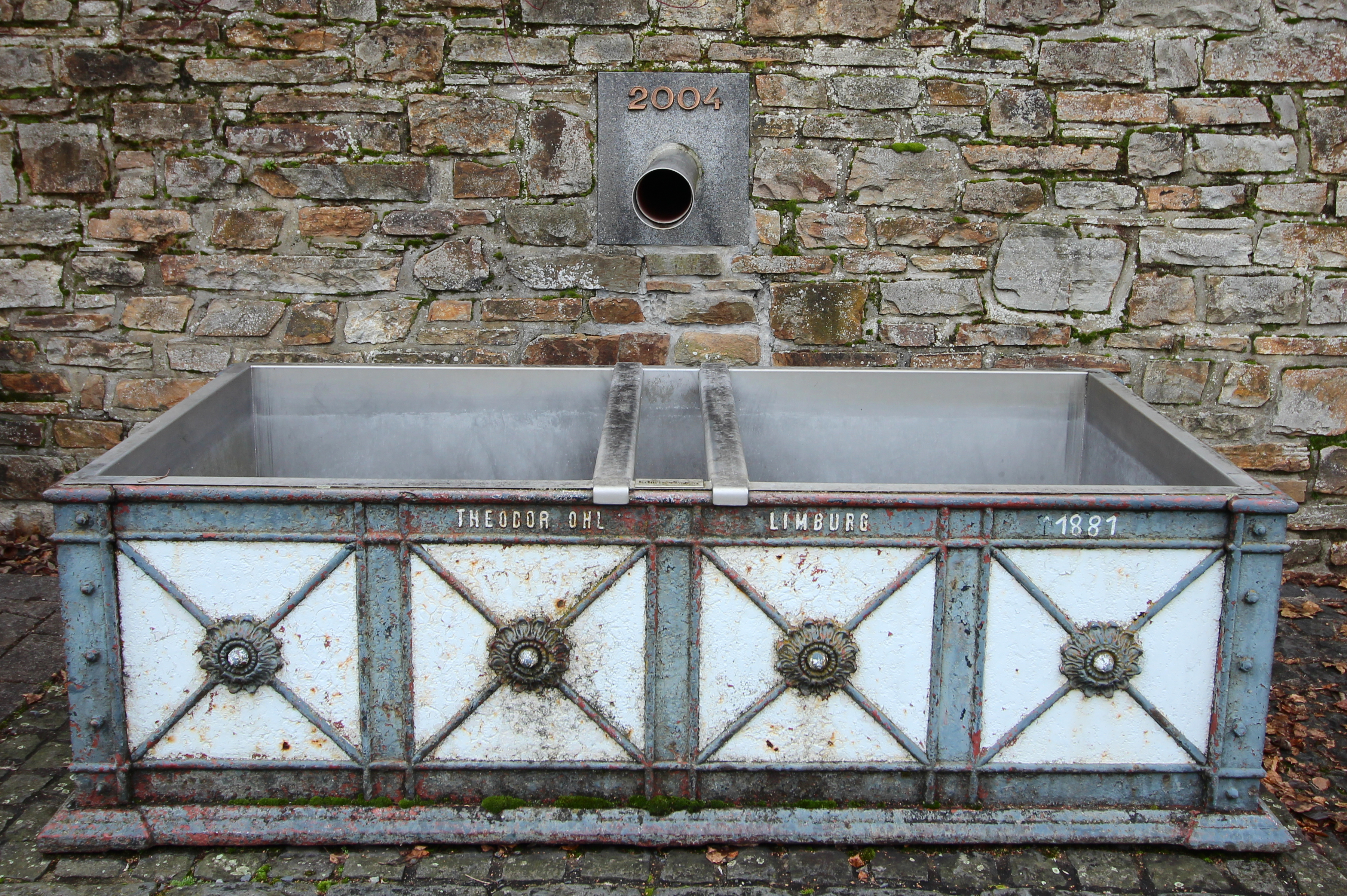
Der gusseiserne Brunnen von 1881 in Dehlingen